# Nordpolen Futsal Forening 2009-2010
Questa voce raccoglie le informazioni riguardanti il Nordpolen Futsal Forening nelle competizioni ufficiali della stagione 2009-2010.

## Stagione
Il Nordpolen ha partecipato alla Futsal Eliteserie 2009-2010, seconda edizione del massimo campionato norvegese riconosciuto dalla Norges Fotballforbund. La squadra ha chiuso l'annata al 9º posto finale, retrocedendo. Raymond Johnsen e Stian Johnsen hanno fatto parte della squadra nel corso di questa annata.

## Rosa
| N° | Naz.                | Ruolo | Sportivo        | Anno     |  |  |
| -- | ------------------- | ----- | --------------- | -------- |  |  |
|    | Norvegia (bandiera) |       | Raymond Johnsen |          |  |  |
|    | Norvegia (bandiera) |       | Stian Johnsen   | 01.11.81 |  |  |

## Risultati

### Eliteserie

#### Girone di andata
| 21 novembre 2009, ore 12:00 1ª giornata | Nordpolen | 4 – 5 referto | Solør | \| Arbitro: \| Rønningen \| |
| Arbitro:                                | Rønningen |               |       |                             |

| 21 novembre 2009, ore 20:00 2ª giornata | Horten       | 3 – 7 referto | Nordpolen | \| Arbitro: \| Rafiq (Oslo) \| |
| Arbitro:                                | Rafiq (Oslo) |               |           |                                |

| 22 novembre 2009, ore 12:00 3ª giornata | Nordpolen     | 4 – 4 referto | Fyllingsdalen | \| Arbitro: \| Thorsø Hansen \| |
| Arbitro:                                | Thorsø Hansen |               |               |                                 |

| 12 dicembre 2009, ore 14:00 4ª giornata | Lillehammer | 3 – 6 referto | Nordpolen | \| Arbitro: \| Ølmheim \| |
| Arbitro:                                | Ølmheim     |               |           |                           |

| 12 dicembre 2009, ore 20:00 5ª giornata | Holmlia | 2 – 2 referto | Nordpolen | \| Arbitro: \| Ølmheim \| |
| Arbitro:                                | Ølmheim |               |           |                           |

| 13 dicembre 2009, ore 12:00 6ª giornata | Nordpolen    | 0 – 3 referto | KFUM Oslo | \| Arbitro: \| Rafiq (Oslo) \| |
| Arbitro:                                | Rafiq (Oslo) |               |           |                                |

| 16 gennaio 2009, ore 18:00 7ª giornata | Nidaros | 5 – 2 referto | Nordpolen | \| Arbitro: \| Sjelle \| |
| Arbitro:                               | Sjelle  |               |           |                          |

| 16 gennaio 2010, ore 20:00 8ª giornata | Nordpolen | 2 – 3 referto | Vegakameratene | \| Arbitro: \| Hussain \| |
| Arbitro:                               | Hussain   |               |                |                           |

| 17 gennaio 2009, ore 12:00 9ª giornata | Sandefjord | 6 – 5 referto | Nordpolen | \| Arbitro: \| Ølmheim \| |
| Arbitro:                               | Ølmheim    |               |           |                           |

#### Girone di ritorno
| 6 febbraio 2010, ore 14:30 10ª giornata | Solør          | 0 – 1 referto | Nordpolen | \| Arbitro: \| Steen (Bergen) \| |
| Arbitro:                                | Steen (Bergen) |               |           |                                  |

| 6 febbraio 2010, ore 21:00 11ª giornata | Nordpolen | 2 – 3 referto | Horten |  |

| 7 febbraio 2010, ore 14:00 12ª giornata | Fyllingsdalen | 4 – 2 referto | Nordpolen | \| Arbitro: \| Myklebust \| |
| Arbitro:                                | Myklebust     |               |           |                             |

| 20 febbraio 2010, ore 20:00 13ª giornata | Nordpolen     | 3 – 2 referto | Lillehammer | \| Arbitro: \| Thorsø Hansen \| |
| Arbitro:                                 | Thorsø Hansen |               |             |                                 |

| 20 febbraio 2010, ore 14:00 14ª giornata | Nordpolen    | 1 – 5 referto | Holmlia | \| Arbitro: \| Rafiq (Oslo) \| |
| Arbitro:                                 | Rafiq (Oslo) |               |         |                                |

| 21 febbraio 2010, ore 14:00 15ª giornata | KFUM Oslo | 7 – 2 referto | Nordpolen | \| Arbitro: \| Myhren \| |
| Arbitro:                                 | Myhren    |               |           |                          |

| 6 marzo 2010, ore 11:00 16ª giornata | Nordpolen | 5 – 6 referto | Nidaros | \| Arbitro: \| Pettersen \| |
| Arbitro:                             | Pettersen |               |         |                             |

| 6 marzo 2010, ore 20:00 17ª giornata | Vegakameratene | 10 – 0 referto | Nordpolen |  |

| 7 marzo 2010, ore 12:30 18ª giornata | Nordpolen | 4 – 1 referto | Sandefjord |  |